# Scaphognathops theunensis
Scaphognathops theunensis är en fiskart som beskrevs av Kottelat, 1998. Scaphognathops theunensis ingår i släktet Scaphognathops och familjen karpfiskar. IUCN kategoriserar arten globalt som akut hotad. Inga underarter finns listade i Catalogue of Life.